# Козловский, Давид Евстафьевич
Давид Евстафьевич Козловский (1870—1949) — российский и советский артиллерист, генерал-майор Российской императорской и Советской Армий. Член-корреспондент Академии артиллерийских наук. Доктор военных наук, профессор.

## Биография
Родился 6 августа 1870 года в городе Умань, Киевской губернии в семье офицера Евстафия Семеновича Козловского. По состоянию на 1856 год отец служил в чине штабс-ротмистра в городе Умань, а до этого в военном поселении в селе Кочержинцы, Уманского уезда. В 1889 году окончил Нижегородский кадетский корпус.
В августе 1889 года поступил на учёбу в Михайловское артиллерийское училище. С 1892 года - офицер Горного артиллерийского полка. С 1894 года  - слушатель Михайловской артиллерийской академии. С 1897 года служил в различных военных учреждениях: 1-я Гренадерская артиллерийская бригада, в 1898-1904 гг. Главный артиллерийский полигон. В 1904-1910 гг. - в Главном крепостном комитете. С 1910 года - делопроизводитель, а с 1913 года - начальник крепостной части Главного управления Генерального штаба. Одновременно приватный преподаватель артиллерии Михайловского и Константиновского артиллерийских училищ, а с 1911 года - штатный преподаватель Михайловского артиллерийского училища по совместительству. 6 декабря 1913 года ему было присвоено звание генерал-майора.
В Красной армии с апреля 1918 года на 1-х Петроградских артиллерийских курсах: преподаватель артиллерии и математики, с июня 1918 года - заведующий учебной частью. С января 1921 года - в 3-й Петроградской школе командного состава тяжелой артиллерии РККА: главный руководитель по математике, с февраля 1921 года - заведующий учебной частью, с февраля 1922 года - преподаватель. С октября 1924 года - главный руководитель Ленинградской командной школы тяжелой артиллерии РККА. С сентября 1925 года - в Военно-технической академии РККА: преподаватель; с ноября 1926 года - руководитель кафедры артиллерии, с октября 1927 года - старший руководитель академии; с октября 1929 года - преподаватель. С июля 1932 года - руководитель специального технического цикла, а с марта 1933 года - старший преподаватель специального технического цикла, с августа 1938 года - профессор кафедры проектирования артиллерийских систем Артиллерийской академии РККА им. Ф. Э. Дзержинского. Одновременно по совместительству вел занятия в Ленинградском военно-механическом институте на кафедре материальной части артиллерии.
4 июня 1940 года ему было присвоено звание генерал-майора РККА. В том же году защитил докторскую диссертацию
В ноябре 1941 года по совету Козловского были расконсервированы осадные шестидюймовые орудия образца 1877 года, находившиеся на хранении в Мытищинском арсенале (59-й арсенал, бывшие военные склады «Мыза Раёво»). Родные снаряды для этих орудий не сохранились, но в силу унификации удалось использовать английские трофейные шестидюймовые снаряды, оставшиеся в значительном количестве из союзнических поставок Великобритании в годы Первой Мировой Войны через Мурманск и Архангельск. Создание двух батарей таких орудий на танкоопасных направлениях на участке Солнечногорск—Красная Поляна позволило 16-й армии Рокоссовского остановить немецкие танки, прорывавшиеся к Москве.
В сентябре 1943 года - апреле 1946 года - постоянный член Артиллерийского комитета Главного артиллерийского комитета, одновременно член ученого совета Артиллерийской академии РККА им. Ф. Э. Дзержинского. С апреля 1946 года - в отставке.  В 1947 году стал членом-корреспондентом Академии артиллерийских наук.
Крупный специалист по материальной части тяжелой и крепостной артиллерии и ее боевым свойствам, по истории материальной части артиллерии, по развитию артиллерийского образования в России. В 1910 года защитил диссертацию на звание штатного преподавателя академии на тему: «Вооружение приморских крепостей». Литературной деятельностью занимался с 1900 г. В дореволюционное время им было написано и издано 65 научных работ и статей, а также составлено свыше 20 таблиц стрельбы различных орудий. После революции им было написано свыше 90 научных трудов, учебных пособий и стабильных учебников.
Скончался 12 июля 1949 года, похоронен на Новодевичьем кладбище Москвы.

## Награды
Награждён российскими орденами Святой Анны 3-й степени, Святого Станислава 1-й и 2-й степеней, Святого Владимира 3-й степени и советскими орденами Ленина, двумя орденами Красного Знамени, орденами Отечественной войны 1-й степени и Красной Звезды (07.12.1940, «в связи с 120-й годовщиной Артиллерийской ордена Ленина Академии Красной Армии имени Дзержинского, за плодотворную работу по выращиванию и воспитанию артиллерийских кадров»), а также медалями.

## Труды
- Курс артиллерии для пиротехнических школ. СПб., 1904;
- Вооружение приморских крепостей. Разбор условий борьбы берега с флотом. СПб., 1911. 146 с.;
- Курс артиллерии. Изд. 3-е. СПб., 1915;
- Снаряды, трубки и принадлежность. Пг.: Константиновское арт. уч-ще, 1915. 48 с.;
- Артиллерия под крепостями. СПб., 1916;
- Снаряды, трубки и принадлежность. Изд. 2-е. Пг., 1916. 70 с.;
- Порох и орудия. Изд. 2-е. Пг., 1916. 67 с.;
- Основания устройства материальной части артиллерии. Пг., 1917;
- Краткий курс артиллерии для командных курсов. Пг., 1919. 105 с.;
- Действенность стрельбы артиллерии. Пг., 1921; Артиллерия: В 3-х книгах. Кн. 1. Введение. Взрывчатые и отравляющие вещества. Боевые свойства артиллерии. Л.: Изд-во ЛВО, 1925. 156 с.;
- Кн. 2. Внешняя баллистика. Прицеливание и прицельные приспособления. Таблицы стрельбы. Вероятность попадания. Теория стрельбы. М.-Л.: Гос. изд. отделения воен. лит-ры, 1927. 307 с.;
- Кн. 3. Свойства металлов. Внутренняя баллистика. Устройство орудий. Снаряды и трубки. Лафеты. Характеристика орудий и уход за материальной частью артиллерии и хранение ее. М.-Л., 1927. 290 с.;
- Техника выполнения артиллерией боевых задач. Л.: ВТА, 1926. 51 с.;
- Артиллерия. 2-е изд. В 3-х книгах. Кн. 1. Введение. Взрывчатые вещества. Химические средства борьбы. Боевые свойства артиллерии. М.-Л., 1929. 185 с.;
- Кн. 2. Внешняя баллистика. Прицеливание и прицельные приспособления. Таблицы стрельбы. Вероятность попадания. Теория стрельбы. М.-Л., 1929. 317 с.;
- Кн. 3. Свойства металлов. Внутренняя баллистика. Устройство орудий. Снаряды и трубки. Лафеты. Характеристика орудий и уход за материальной частью артиллерии и хранение ее. М.-Л., 1929. 286 с.;
- Материальная часть артиллерии. Л.: ВТА, 1930. 136 с.;
- Устройство артиллерийских систем. Учебное пособие. М.-Л.: ОНТИ, 1935. 113 с.;
- Материальная часть артиллерии. М.: Воениздат, 1939. 308 с.;
- Курс артиллерии. М.: Воениздат, 1941. 648 с.;
- История материальной части артиллерии. М.: Артакадемия, 1946. 323 с.;
- Русская артиллерия XIV-XVI веков // Артиллерийский журнал. 1947. № 3. С. 55-61.